# Lepidaria bicarinata
Lepidaria bicarinata är en tvåhjärtbladig växtart som beskrevs av Van Tiegh.. Lepidaria bicarinata ingår i släktet Lepidaria och familjen Loranthaceae. Inga underarter finns listade i Catalogue of Life.